# Prezzo fisso
Un prezzo fisso è un prezzo che non subisce modificazioni neanche su richiesta di sconti da parte del cliente.
Sistema di prezzi nella vendita al dettaglio, inaugurata nell' '800 con l'apertura dei grandi magazzini di merci standardizzate a ingresso libero self-service con numeroso personale addetto alle vendite stipendiato, poi divenuta la norma anche negli esercizi commerciali minori in tutto il mondo occidentale e non solo. La sua introduzione permette la scelta dell'acquirente autonomamente dai commessi , evita l'azione del mercanteggiamento dei piccoli esercizi commerciali.
La possibilità di avere un prezzo definito e quindi non modificabile, è una garanzia per l'acquirente che non rischia di pagare più del dovuto un bene od un servizio, il proprietario dell'esercizio commerciale ha infine il controllo degli incassi e risparmia sul personale di vendita. Al contrario di quanto avviene in altre culture, dove la contrattazione è una forma di socializzazione parte integrante di qualsiasi acquisto.
Anche nei paesi occidentali il prezzo fisso viene comunque tuttora a volte disatteso in ambiti locali come nei mercati locali, mentre rimane prassi in diversi settori, si pensi alle contrattazioni borsistiche, immobiliari, assicurative ecc.

## Prezzo unico
Un'altra tipologia di prezzo fisso nelle catene commerciali è la cosiddetta vendita a prezzo unico ( in inglese conosciuti come "Five-and-Dimes" (negozi da 5 e 10 centesimi) o dimestores) che consiste nel porre in vendita un ridotto assortimento di articoli a prezzi fissi unitari, antesignano fu l'imprenditore commerciale Frank Winfield Woolworth con la sua catena di grandi magazzini omonima, ad esempio in Italia  iniziò la UPIM